# Serie C 2024-2025 (calcio femminile)
L'edizione 2024-2025 è stata la settima del campionato italiano di Serie C di calcio femminile, terza serie nazionale. Il campionato è iniziato l'8 settembre 2024 e si è concluso il 1º giugno 2025. Il campionato si è concluso con la promozione in Serie B di Spezia, Venezia e Trastevere, vincitrici dei tre gironi.

## Stagione

### Novità
Alla settima edizione del campionato nazionale di Serie C hanno avuto il diritto di chiedere l'iscrizione tutte le 33 squadre che hanno acquisito tale diritto al termine della Serie C 2023-2024, le 3 squadre retrocesse dalla Serie B 2023-2024, tutte le 16 squadre vincitrici i campionati regionali di Eccellenza e una società finalista della fase nazionale della Coppa Italia Regionale. Dalla Serie C 2023-2024 sono stati promossi in Serie B la Lumezzane, il Meran e la Vis Mediterranea; sono state retrocesse in Eccellenza l'Accademia Vittuone, la Rinascita Doccia, il Livorno, il Caprera, la Triestina, il Condor Treviso, il Perugia, L'Aquila, il Coscarello, l'Apulia Trani, il Molfetta e il Crotone. Dalla Serie B 2023-2024 sono stati retrocessi l'Academy Pavia, il Tavagnacco e il Ravenna.
Delle squadre aventi diritto non sono state ammesse per espressa rinuncia alla partecipazione al campionato:
- ASD Calcio Padova Femminile,
- ASD Independent,
- Cosenza Calcio,
- ASD Football Genova Calcio,
- ASD Orvieto FC,
- US Recanatese.

Tra le aventi diritto, non è stata ammessa per non aver presentato ricorso dopo parere avverso da parte della CoViSoD:
- Delfino Pescara 1936.

L'Academy Pavia e l'Orobica sono state ripescate in Serie B. A completamento organico sono state ammesse, in qualità di ripescate, le seguenti società:
- ASD Giovanile Rocca,
- ASD Accademia Calcio Vittuone.

L'ASD Football Club Sedriano ha acquisito il titolo sportivo dell'ASD Accademia Calcio Vittuone a seguito di fusione. L'Ascoli Calcio FC 1898, finalista della Coppa Italia Regionale, è stato escluso dall'organico prima della pubblicazione dei gironi. L'ASD Dolphins Agropoli ha cambiato denominazione in ASD Gelbison Woman.

### Formula
Le 45 squadre partecipanti sono state divise in tre gironi da 15 squadre ciascuno. In ogni girone le squadre si affrontano in un girone all'italiana con partite di andata e ritorno per un totale di 30 giornate. Le squadre prime classificate di ciascun girone, per un totale di tre squadre, sono promosse direttamente in Serie B. L'ultima classificate di ciascun girone è retrocessa direttamente nel rispettivo campionato regionale di Eccellenza. Le squadre classificate dall'undicesimo al quattordicesimo posto di ciascun girone disputano i play-out per definire altre due squadre retrocesse per girone; i play-out si giocano in gara unica sul campo della società meglio piazzata al termine della stagione regolare.

## Girone A

### Squadre partecipanti
| Club                            | Città                    | Stagione precedente                           |
| ------------------------------- | ------------------------ | --------------------------------------------- |
| U.S. Angelo Baiardo             | Genova                   | 11º posto in Serie C/A                        |
| A.S.D. Azalee Solbiatese 1911   | Gallarate (VA)           | 5º posto in Serie C/A                         |
| A.S.D. Blues Pietrasanta Calcio | Pietrasanta (LU)         | 1º posto in Eccellenza Toscana                |
| A.S.D. Bulè Bellinzago          | Bellinzago Novarese (NO) | 1º posto in Eccellenza Piemonte/Valle d'Aosta |
| A.S.D. Formello Calcio CR       | Formello (RM)            | 1º posto in Eccellenza Lazio                  |
| A.S.D. Independiente Ivrea      | Ivrea (TO)               | 6º posto in Serie C/A                         |
| F.C. Lesmo S.S.D.               | Lesmo (MB)               | 1º posto in Eccellenza Lombardia              |
| A.S.D. Moncalieri Calcio 1953   | Moncalieri (TO)          | 3º posto in Serie C/A                         |
| Pol.D. Monterosso               | Bergamo                  | 9º posto in Serie C/A                         |
| S.S.D. Pro Sesto 1913           | Sesto San Giovanni (MI)  | 10º posto in Serie C/A                        |
| A.S.D. Real Meda C.F.           | Meda (MB)                | 8º posto in Serie C/A                         |
| A.S.D. F.C. Sedriano            | Sedriano (MI)            | 13º posto in Serie C/A, ripescato             |
| A.S.D. Spezia C.F.              | La Spezia                | 4º posto in Serie C/A                         |
| S.P.D. Tharros                  | Oristano                 | 7º posto in Serie C/A                         |
| A.S.D. Women Torres Calcio      | Sassari                  | 1º posto in Eccellenza Sardegna               |

### Classifica finale
Classifica e verdetti come da comunicato ufficiale della LND.
|        | Pos. | Squadra             | Pt | G  | V  | N | P  | GF  | GS  | DR   |
| ------ | ---- | ------------------- | -- | -- | -- | - | -- | --- | --- | ---- |
|        | 1.   | Spezia              | 76 | 28 | 25 | 1 | 2  | 116 | 13  | +103 |
|        | 2.   | Pro Sesto           | 75 | 28 | 24 | 3 | 1  | 105 | 24  | +81  |
|        | 3.   | Moncalieri          | 69 | 28 | 21 | 6 | 1  | 80  | 23  | +57  |
|        | 4.   | Real Meda           | 59 | 28 | 19 | 2 | 7  | 70  | 35  | +35  |
|        | 5.   | Lesmo               | 49 | 28 | 16 | 1 | 11 | 65  | 46  | +19  |
|        | 6.   | Azalee              | 47 | 28 | 14 | 5 | 9  | 78  | 38  | +40  |
|        | 7.   | Angelo Baiardo      | 43 | 28 | 12 | 7 | 9  | 46  | 31  | +15  |
|        | 8.   | Bulè Bellinzago     | 36 | 28 | 11 | 3 | 14 | 48  | 47  | +1   |
|        | 9.   | Independiente Ivrea | 31 | 28 | 9  | 4 | 15 | 49  | 69  | -20  |
|        | 10.  | Tharros             | 29 | 28 | 7  | 8 | 13 | 38  | 42  | -4   |
| [ 13 ] | 11.  | Monterosso          | 26 | 28 | 8  | 2 | 18 | 41  | 88  | -47  |
|        | 12.  | Sedriano            | 22 | 28 | 5  | 7 | 16 | 37  | 70  | -33  |
|        | 13.  | Blues Pietrasanta   | 18 | 28 | 5  | 3 | 20 | 48  | 98  | -50  |
|        | 14.  | Torres              | 17 | 28 | 5  | 2 | 21 | 27  | 101 | -74  |
|        | 15.  | Formello CR (-1)    | 4  | 28 | 1  | 2 | 25 | 9   | 132 | -123 |

Legenda:
      Promossa in Serie B 2025-2026.
  Ammessa ai play-out.
      Retrocessa in Eccellenza 2025-2026.
Note:
- Tre punti a vittoria, uno a pareggio, zero a sconfitta.

- Il Formello CR ha scontato 1 punto di penalizzazione per decisione del giudice sportivo; la partita Moncalieri-Formello CR, valida per la 25ª giornata, è stata data persa 0-3 a tavolino al Formello CR.

### Risultati
|                     | Ang  | Aza  | Blu  | Bul  | For  | Ind  | Les  | Mnc  | Mnt  | Pro  | ReM  | Sed  | Spe  | Tha  | Tor  |
| ------------------- | ---- | ---- | ---- | ---- | ---- | ---- | ---- | ---- | ---- | ---- | ---- | ---- | ---- | ---- | ---- |
| Angelo Baiardo      | –––– | 0-0  | 5-0  | 1-1  | 5-0  | 2-2  | 2-1  | 1-1  | 2-0  | 0-1  | 0-2  | 6-2  | 1-3  | 1-0  | 1-2  |
| Azalee              | 1-1  | –––– | 4-2  | 3-0  | 6-0  | 3-0  | 4-1  | 2-5  | 4-0  | 1-2  | 0-2  | 4-1  | 0-3  | 2-0  | 9-0  |
| Blues Pietrasanta   | 1-4  | 3-6  | –––– | 0-6  | 5-0  | 2-1  | 1-3  | 0-4  | 1-2  | 1-8  | 1-2  | 2-2  | 1-8  | 1-3  | 3-4  |
| Bulè Bellinzago     | 0-0  | 1-5  | 1-3  | –––– | 3-0  | 3-0  | 2-3  | 0-1  | 2-0  | 1-2  | 1-2  | 2-0  | 0-2  | 2-2  | 2-0  |
| Formello CR         | 0-2  | 1-8  | 1-5  | 0-2  | –––– | 0-9  | 0-9  | 2-2  | 0-2  | 0-9  | 0-4  | 0-4  | 0-6  | 2-2  | 1-0  |
| Independiente Ivrea | 3-2  | 2-1  | 3-0  | 2-0  | 4-1  | –––– | 0-4  | 1-4  | 2-3  | 2-2  | 0-4  | 0-0  | 1-4  | 0-0  | 4-0  |
| Lesmo               | 0-1  | 1-3  | 3-2  | 4-1  | 3-0  | 2-0  | –––– | 1-2  | 5-0  | 2-3  | 2-1  | 0-0  | 1-7  | 1-0  | 5-1  |
| Moncalieri          | 3-2  | 0-0  | 3-0  | 4-0  | 3-0  | 8-1  | 4-0  | –––– | 2-1  | 1-1  | 3-1  | 7-3  | 1-0  | 2-1  | 5-0  |
| Monterosso          | 1-4  | 2-1  | 3-3  | 0-4  | 8-0  | 2-4  | 2-5  | 0-4  | –––– | 0-8  | 0-3  | 1-0  | 0-5  | 2-1  | 4-0  |
| Pro Sesto           | 2-0  | 2-1  | 5-4  | 5-0  | 6-0  | 4-1  | 4-1  | 1-1  | 5-1  | –––– | 3-1  | 3-1  | 2-0  | 4-0  | 8-0  |
| Real Meda           | 2-0  | 3-2  | 3-0  | 2-0  | 6-1  | 3-1  | 1-2  | 1-0  | 4-1  | 2-5  | –––– | 1-1  | 0-2  | 3-0  | 5-1  |
| Sedriano            | 0-1  | 1-1  | 2-1  | 0-5  | 2-0  | 3-2  | 1-5  | 1-3  | 7-2  | 0-2  | 0-5  | –––– | 1-5  | 2-4  | 1-1  |
| Spezia              | 3-1  | 4-0  | 8-1  | 4-1  | 4-0  | 8-0  | 3-0  | 1-1  | 7-0  | 3-0  | 6-0  | 4-0  | –––– | 1-0  | 8-1  |
| Tharros             | 0-0  | 0-0  | 1-1  | 1-3  | 8-0  | 3-0  | 1-0  | 2-3  | 3-3  | 0-4  | 2-2  | 1-0  | 0-2  | –––– | 0-1  |
| Torres              | 0-1  | 1-7  | 3-4  | 1-5  | 5-0  | 1-4  | 0-1  | 0-3  | 2-1  | 0-4  | 1-5  | 2-2  | 0-5  | 0-3  | –––– |

### Play-out
|          | Risultati |                   | Luogo e data            |
| -------- | --------- | ----------------- | ----------------------- |
| Sedriano | 4-2       | Blues Pietrasanta | Sedriano, 8 giugno 2025 |

## Girone B

### Squadre partecipanti
| Club                           | Città              | Stagione precedente                   |
| ------------------------------ | ------------------ | ------------------------------------- |
| S.S.D. Accademia SPAL          | Ferrara            | 9º posto in Serie C/B                 |
| A.S.D. C.F. Chieti             | Chieti             | 11º posto in Serie C/B                |
| A.S.D. Gatteo Mare             | Gatteo a Mare (FC) | 1º posto in Eccellenza Emilia Romagna |
| U.S. Isera                     | Isera (TN)         | 1º posto in Eccellenza Trento/Bolzano |
| A.D.P. L.F. Jesina Aurora      | Jesi (AN)          | 8º posto in Serie C/B                 |
| Ravenna Women F.C. S.S.D.      | Ravenna            | 16º posto in Serie B                  |
| Real Vicenza                   | Vicenza            | 1º posto in Eccellenza Veneto         |
| A.S.D. Femminile Riccione      | Riccione (RN)      | 4º posto in Serie C/B                 |
| F.C. Südtirol                  | Bolzano            | 3º posto in Serie C/B                 |
| A.S.D. U.P.C. Tavagnacco       | Tavagnacco (UD)    | 15º posto in Serie B                  |
| A.S.D. Trento Calcio Femminile | Trento             | 5º posto in Serie C/B                 |
| Venezia F.C.                   | Venezia            | 2º posto in Serie C/B                 |
| A.S.D. Venezia Calcio 1985     | Venezia            | 6º posto in Serie C/B                 |
| A.S.D. Vicenza C.F.            | Vicenza            | 10º posto in Serie C/B                |
| S.S.D. Villorba Calcio         | Villorba (TV)      | 7º posto in Serie C/B                 |

### Classifica finale
Classifica e verdetti come da comunicato ufficiale della LND.
|        | Pos. | Squadra             | Pt | G  | V  | N | P  | GF | GS | DR  |
| ------ | ---- | ------------------- | -- | -- | -- | - | -- | -- | -- | --- |
|        | 1.   | Venezia             | 69 | 28 | 22 | 3 | 3  | 81 | 17 | +64 |
|        | 2.   | Südtirol            | 61 | 28 | 18 | 7 | 3  | 71 | 17 | +54 |
|        | 3.   | Trento CF           | 54 | 28 | 16 | 6 | 6  | 61 | 28 | +33 |
|        | 4.   | Vicenza             | 51 | 28 | 15 | 6 | 7  | 60 | 37 | +23 |
|        | 5.   | Accademia SPAL      | 48 | 28 | 14 | 6 | 8  | 65 | 37 | +28 |
|        | 6.   | Venezia Calcio 1985 | 43 | 28 | 13 | 4 | 11 | 41 | 43 | -2  |
|        | 7.   | Villorba            | 41 | 28 | 12 | 5 | 11 | 37 | 35 | +2  |
|        | 8.   | Real Vicenza        | 39 | 28 | 11 | 6 | 11 | 44 | 40 | +4  |
|        | 9.   | L.F. Jesina         | 37 | 28 | 10 | 7 | 11 | 34 | 44 | -10 |
|        | 10.  | Riccione            | 33 | 28 | 8  | 9 | 11 | 31 | 41 | -10 |
| [ 13 ] | 11.  | Tavagnacco          | 32 | 28 | 8  | 8 | 12 | 26 | 39 | -13 |
|        | 12.  | Gatteo Mare         | 28 | 28 | 7  | 7 | 14 | 36 | 50 | -14 |
|        | 13.  | Chieti              | 26 | 28 | 7  | 5 | 16 | 29 | 64 | -35 |
|        | 14.  | Isera               | 14 | 28 | 3  | 5 | 20 | 15 | 60 | -45 |
|        | 15.  | Ravenna             | 10 | 28 | 2  | 4 | 22 | 12 | 91 | -79 |

Legenda:
      Promossa in Serie B 2025-2026.
  Ammessa ai play-out.
      Retrocessa in Eccellenza 2025-2026.
Note:
- Tre punti a vittoria, uno a pareggio, zero a sconfitta.

### Risultati
|                     | Acc  | Chi  | Gat  | Ise  | Jes  | Rav  | Rea  | Ric  | Süd  | Tav  | Tre  | Ven  | VeC  | Vic  | Vil  |
| ------------------- | ---- | ---- | ---- | ---- | ---- | ---- | ---- | ---- | ---- | ---- | ---- | ---- | ---- | ---- | ---- |
| Accademia SPAL      | –––– | 2-2  | 5-1  | 3-1  | 2-2  | 7-0  | 3-2  | 3-1  | 0-1  | 2-3  | 0-2  | 2-1  | 1-3  | 2-1  | 1-1  |
| Chieti              | 2-5  | –––– | 1-0  | 2-2  | 0-0  | 1-0  | 1-2  | 0-2  | 0-2  | 2-2  | 2-2  | 0-2  | 2-1  | 2-4  | 2-3  |
| Gatteo Mare         | 0-3  | 0-2  | –––– | 5-0  | 0-2  | 0-0  | 4-2  | 1-0  | 1-2  | 2-0  | 1-1  | 0-5  | 1-1  | 1-4  | 0-2  |
| Isera               | 0-1  | 0-1  | 1-3  | –––– | 0-1  | 0-2  | 0-3  | 1-0  | 0-2  | 0-0  | 0-2  | 0-1  | 0-2  | 0-4  | 2-4  |
| Jesina              | 1-1  | 3-0  | 3-2  | 1-0  | –––– | 4-0  | 0-1  | 0-2  | 0-4  | 1-3  | 0-4  | 3-2  | 2-1  | 1-5  | 0-0  |
| Ravenna             | 0-8  | 2-3  | 1-0  | 0-2  | 0-3  | –––– | 0-5  | 1-1  | 0-5  | 0-0  | 0-2  | 0-3  | 0-4  | 0-1  | 2-3  |
| Real Vicenza        | 0-0  | 7-1  | 3-1  | 3-1  | 0-0  | 4-1  | –––– | 1-1  | 0-1  | 1-1  | 0-3  | 1-3  | 1-1  | 1-2  | 2-0  |
| Riccione            | 0-0  | 1-0  | 1-0  | 2-2  | 0-0  | 5-1  | 2-0  | –––– | 1-1  | 0-0  | 0-3  | 0-2  | 3-2  | 1-3  | 0-4  |
| Südtirol            | 4-1  | 6-0  | 1-1  | 4-0  | 2-1  | 11-0 | 3-1  | 2-0  | –––– | 0-0  | 1-2  | 1-1  | 4-0  | 1-1  | 2-0  |
| Tavagnacco          | 0-4  | 0-1  | 2-2  | 2-0  | 0-1  | 2-0  | 2-0  | 3-1  | 0-3  | –––– | 2-1  | 0-1  | 0-1  | 1-5  | 0-1  |
| Trento CF           | 3-2  | 1-0  | 2-3  | 3-0  | 7-2  | 6-1  | 1-1  | 1-1  | 1-1  | 4-0  | –––– | 1-4  | 3-0  | 1-1  | 1-0  |
| Venezia             | 3-0  | 4-0  | 0-0  | 7-0  | 4-1  | 6-0  | 5-0  | 5-2  | 1-1  | 4-0  | 1-0  | –––– | 1-2  | 5-0  | 2-1  |
| Venezia Calcio 1985 | 1-4  | 3-2  | 1-0  | 1-2  | 1-0  | 0-0  | 0-1  | 1-2  | 3-2  | 0-2  | 3-1  | 0-3  | –––– | 2-2  | 2-1  |
| Vicenza             | 1-3  | 7-0  | 2-4  | 1-1  | 1-1  | 3-1  | 2-0  | 1-1  | 2-1  | 1-0  | 1-0  | 1-2  | 3-4  | –––– | 0-1  |
| Villorba            | 1-0  | 1-0  | 3-3  | 0-0  | 2-1  | 2-0  | 1-2  | 3-1  | 0-3  | 1-1  | 1-3  | 1-3  | 0-1  | 0-1  | –––– |

### Play-out
|             | Risultati |        | Luogo e data                 |
| ----------- | --------- | ------ | ---------------------------- |
| Gatteo Mare | 2-1       | Chieti | Gatteo a Mare, 8 giugno 2025 |

## Girone C

### Squadre partecipanti
| Club                            | Città                     | Stagione precedente                         |
| ------------------------------- | ------------------------- | ------------------------------------------- |
| Catania F.C.                    | Catania                   | 7º posto in Serie C/C                       |
| Frosinone Calcio                | Frosinone                 | 2º posto in Serie C/C                       |
| A.S.D. Gelbison Woman           | Agropoli (SA)             | 1º posto in Eccellenza Campania             |
| A.S.D. Giovanile Rocca          | Rocca di Capri Leone (ME) | 1º posto in Eccellenza Sicilia/A, ripescato |
| A.S.D. Grifone Gialloverde      | Roma                      | 12º posto in Serie C/C                      |
| A.S.D. Lecce Women              | Lecce                     | 8º posto in Serie C/C                       |
| S.S.D. Women Matera Città Sassi | Matera                    | 6º posto in Serie C/C                       |
| P.D. Montespaccato              | Roma                      | 5º posto in Serie C/C                       |
| A.S.D. Nitor                    | Brindisi                  | 1º posto in Eccellenza Puglia               |
| Palermo F.C.                    | Palermo                   | 4º posto in Serie C/C                       |
| S.S.D. Roma Calcio Femminile    | Roma                      | 12º posto in Serie C/A                      |
| U.S. Salernitana 1919           | Salerno                   | 10º posto in Serie C/C                      |
| S.S.D. Siracusa Calcio 1924     | Siracusa                  | 1º posto in Eccellenza Sicilia/B            |
| S.S.D. Trastevere Calcio        | Roma                      | 3º posto in Serie C/C                       |
| A.S.D. Villaricca Calcio        | Napoli                    | 11º posto in Serie C/C                      |

### Classifica finale
Classifica e verdetti come da comunicato ufficiale della LND.
|        | Pos. | Squadra            | Pt | G  | V  | N | P  | GF  | GS  | DR  |
| ------ | ---- | ------------------ | -- | -- | -- | - | -- | --- | --- | --- |
|        | 1.   | Trastevere         | 70 | 28 | 22 | 4 | 2  | 104 | 16  | +88 |
|        | 2.   | Frosinone          | 67 | 28 | 21 | 4 | 3  | 89  | 15  | +74 |
|        | 3.   | Roma CF            | 67 | 28 | 21 | 4 | 3  | 63  | 18  | +45 |
|        | 4.   | Gelbison           | 65 | 28 | 20 | 5 | 3  | 92  | 27  | +65 |
|        | 5.   | Matera Città Sassi | 46 | 28 | 14 | 4 | 10 | 47  | 49  | -2  |
|        | 6.   | Salernitana        | 44 | 28 | 13 | 5 | 10 | 37  | 30  | +7  |
|        | 7.   | Palermo            | 41 | 28 | 12 | 5 | 11 | 52  | 42  | +10 |
|        | 8.   | Villaricca         | 40 | 28 | 11 | 7 | 10 | 37  | 39  | -2  |
|        | 9.   | Grifone            | 39 | 28 | 12 | 3 | 13 | 50  | 52  | -2  |
|        | 10.  | Lecce              | 38 | 28 | 11 | 5 | 12 | 49  | 56  | -7  |
| [ 13 ] | 11.  | Montespaccato (-1) | 28 | 28 | 7  | 8 | 13 | 40  | 54  | -14 |
| [ 13 ] | 12.  | Catania            | 24 | 28 | 6  | 6 | 16 | 38  | 51  | -13 |
|        | 13.  | Nitor (-1)         | 8  | 28 | 2  | 3 | 23 | 21  | 85  | -64 |
|        | 14.  | Siracusa (-1)      | 7  | 28 | 2  | 2 | 24 | 21  | 117 | -96 |
|        | 15.  | Giovanile Rocca    | 6  | 28 | 1  | 3 | 24 | 18  | 113 | -95 |

Legenda:
      Promossa in Serie B 2025-2026.
  Ammessa ai play-out.
      Retrocessa in Eccellenza 2025-2026.
Note:
- Tre punti a vittoria, uno a pareggio, zero a sconfitta.

- Montespaccato e Nitor hanno scontato 1 punto di penalizzazione per decisione del giudice sportivo; la partita Nitor-Montespaccato, valida per la 14ª giornata, è stata data persa 0-3 a tavolino ad entrambe.
- Il Siracusa ha scontato 1 punto di penalizzazione per decisione del giudice sportivo; la partita Roma CF-Siracusa, valida per la 27ª giornata, è stata data persa 0-3 a tavolino al Siracusa.

### Risultati
|                    | Cat  | Fro  | Gel  | Gio  | Gri  | Lec  | Mat  | Mon  | Nit  | Pal  | Rom  | Sal  | Sir  | Tra  | Vil  |
| ------------------ | ---- | ---- | ---- | ---- | ---- | ---- | ---- | ---- | ---- | ---- | ---- | ---- | ---- | ---- | ---- |
| Catania            | –––– | 0-7  | 0-1  | 7-1  | 3-3  | 1-4  | 2-2  | 0-1  | 3-0  | 1-2  | 1-2  | 0-1  | 4-0  | 1-1  | 1-1  |
| Frosinone          | 4-0  | –––– | 0-1  | 5-0  | 4-0  | 4-0  | 6-2  | 1-1  | 6-0  | 2-0  | 0-0  | 3-0  | 6-1  | 3-3  | 3-0  |
| Gelbison           | 2-0  | 1-1  | –––– | 7-0  | 1-0  | 3-1  | 0-1  | 8-1  | 7-0  | 4-1  | 1-2  | 3-0  | 5-0  | 2-2  | 1-0  |
| Giovanile Rocca    | 1-3  | 0-3  | 2-5  | –––– | 2-3  | 1-4  | 0-2  | 0-3  | 3-2  | 0-4  | 0-3  | 0-5  | 1-1  | 0-7  | 3-3  |
| Grifone            | 1-0  | 0-1  | 0-3  | 8-1  | –––– | 4-0  | 0-3  | 2-2  | 0-1  | 0-3  | 0-2  | 4-2  | 3-0  | 0-3  | 1-3  |
| Lecce              | 2-1  | 0-2  | 3-5  | 5-1  | 2-3  | –––– | 2-2  | 3-1  | 1-0  | 2-2  | 0-2  | 0-0  | 3-0  | 0-4  | 1-1  |
| Matera Città Sassi | 3-1  | 0-5  | 3-3  | 3-0  | 5-3  | 1-3  | –––– | 3-2  | 2-0  | 0-1  | 0-1  | 0-1  | 2-1  | 1-0  | 0-2  |
| Montespaccato      | 4-3  | 0-2  | 1-2  | 1-1  | 0-2  | 4-1  | 1-1  | –––– | 1-1  | 2-1  | 2-2  | 0-1  | 5-1  | 0-3  | 1-1  |
| Nitor              | 2-2  | 1-3  | 2-9  | 2-0  | 1-2  | 2-4  | 0-3  | tav  | –––– | 0-3  | 1-6  | 1-2  | 1-1  | 0-1  | 0-1  |
| Palermo            | 0-2  | 1-2  | 1-2  | 5-1  | 2-3  | 1-1  | 3-4  | 1-1  | 5-1  | –––– | 1-0  | 2-1  | 4-0  | 0-5  | 3-1  |
| Roma CF            | 1-0  | 1-0  | 1-1  | 2-0  | 3-1  | 3-0  | 3-0  | 4-0  | 6-0  | 1-1  | –––– | 0-1  | 3-0  | 0-5  | 5-1  |
| Salernitana        | 1-0  | 0-1  | 0-0  | 4-0  | 1-1  | 0-1  | 3-0  | 2-1  | 1-0  | 2-2  | 0-2  | –––– | 3-0  | 0-2  | 0-2  |
| Siracusa           | 0-2  | 0-13 | 1-13 | 4-0  | 0-3  | 2-4  | 1-2  | 0-4  | 4-3  | 0-3  | 0-3  | 2-4  | –––– | 0-10 | 0-3  |
| Trastevere         | 4-0  | 2-0  | 4-0  | 8-0  | 3-1  | 3-0  | 5-0  | 2-0  | 5-0  | 3-0  | 2-3  | 2-0  | 9-2  | –––– | 2-2  |
| Villaricca         | 0-0  | 1-2  | 0-2  | 4-0  | 1-2  | 3-2  | 0-2  | 2-1  | 1-0  | 1-0  | 0-2  | 1-1  | 1-0  | 1-4  | –––– |